# Aisha Van Zele
Aisha Van Zele (Sri Lanka, 24 augustus 1984) uit Lokeren is een voormalig model en gewezen gemeenteraadslid dat figureerde in de realityshow The Sky is the Limit.

## Levensloop
Van Zele studeerde communicatiemangement aan de Arteveldehogeschool te Gent en maakte hiervoor een schooltaak over Filip Dewinter. Ze stapte in 2006 over van Open VLD naar Vlaams Belang. Bij de gemeenteraadsverkiezingen van 2006 werd ze met 475 voorkeurstemmen verkozen in de gemeenteraad van Lokeren, waardoor ze nationale media-aandacht kreeg. In oktober 2007 werd ze lid van de Lijst Dedecker. In een interview met Het Laatste Nieuws in 2007 zei ze hierover dat ze het Vlaams Belang had verlaten omdat deze volgens haar te extremistisch was.
In mei 2010 was Van Zele te zien in een reportage van De Rode Loper rond een fotoshoot van fotograaf Henk Van Cauwenbergh zijn Showbizzkalender. Van Zele en haar toenmalige partner Philip Cracco kwamen in oktober 2016 voor in het VIER-programma The Sky is the Limit.